# Česká Metuje
Česká Metuje – gmina w Czechach, w powiecie Náchod, w kraju hradeckim. Według danych z dnia 1 stycznia 2013 liczyła 323 mieszkańców.
W miejscowości jest przystanek kolejowy Česká Metuje.